# Vilis Spandegs
Vilis Spandegs, latvijski general, * 1890, † 1941.